# Petersula
Petersula is een geslacht van haften (Ephemeroptera) uit de familie Leptophlebiidae.

## Soorten
Het geslacht Petersula omvat de volgende soorten:
- Petersula courtallensis
- Petersula nathani